# Sōtīrīs Mpalafas
Sōtīrīs Mpalafas (in greco Σωτήρης Μπαλάφας?; Arta, 19 agosto 1986) è un calciatore greco, centrocampista svincolato.

## Carriera
Ha giocato nella massima serie dei campionati greco ed ucraino.